# Uloborus tenuissimus
Uloborus tenuissimus es una especie de araña araneomorfa del género Uloborus, familia Uloboridae. Fue descrita científicamente por L. Koch en 1872.
Habita en Samoa.